# Xã Bangor, Quận Marshall, Iowa
Xã Bangor (tiếng Anh: Bangor Township) là một xã thuộc quận Marshall, tiểu bang Iowa, Hoa Kỳ. Năm 2010, dân số của xã này là 574 người.